# تیسمانا
شهر تیسمانا (به رومانیایی: Tismana) در شهرستان گورژ در کشور رومانی واقع شده‌است. جمعیت این شهر ۷٬۵۷۸ نفر  است.